# Levêque Frères

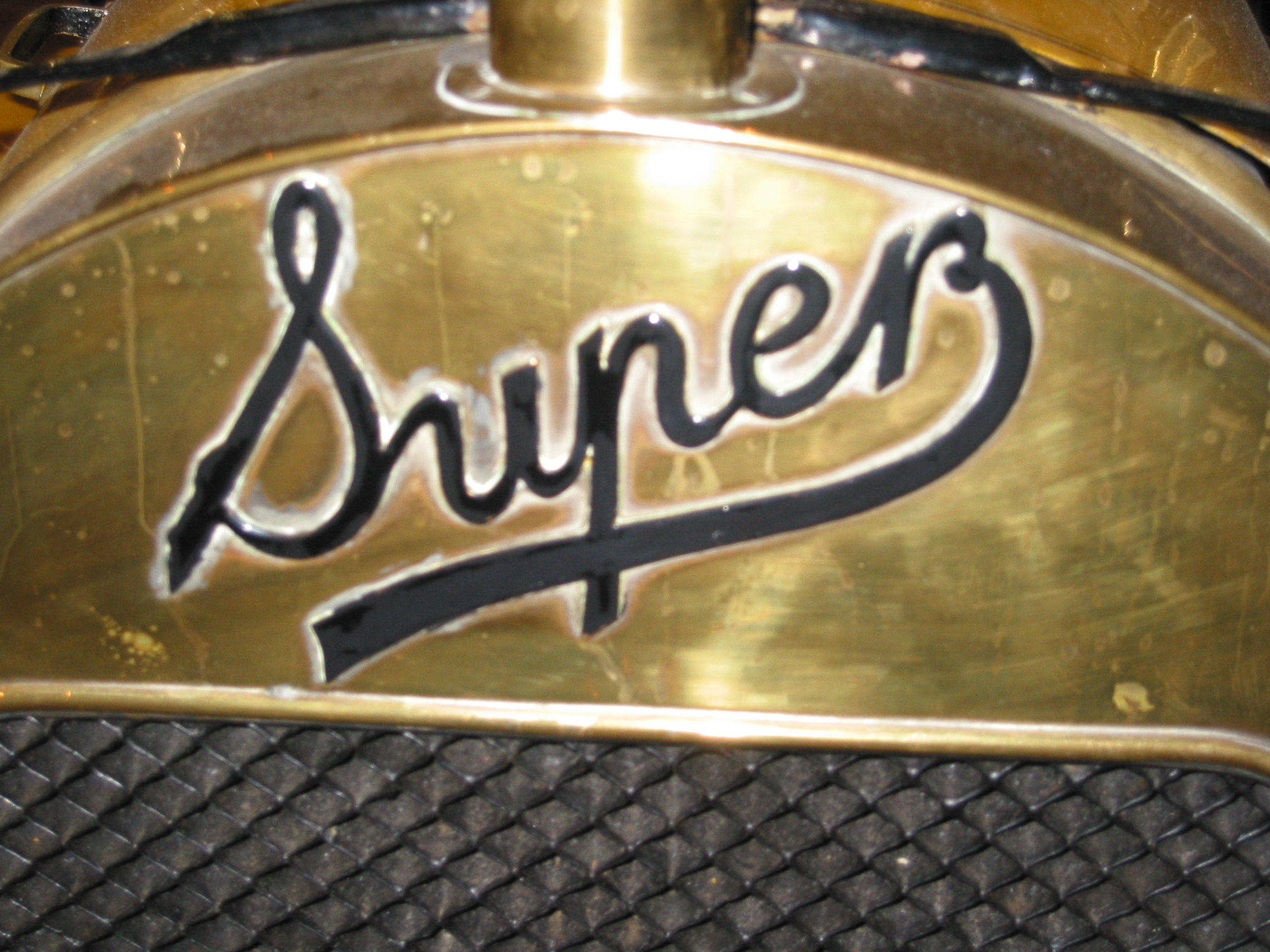
Emblem von Super

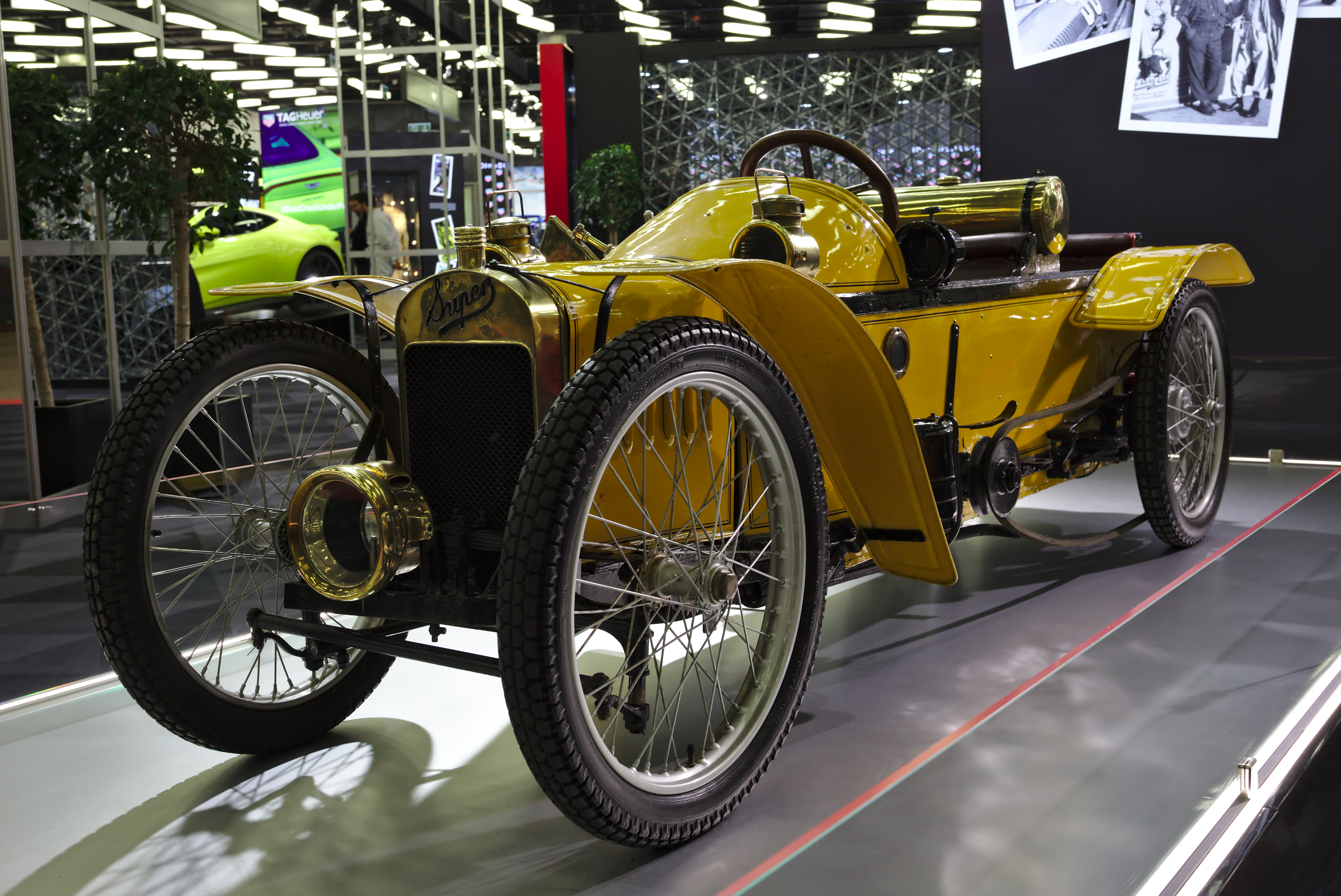
Super auf dem Genfer Auto-Salon 2018

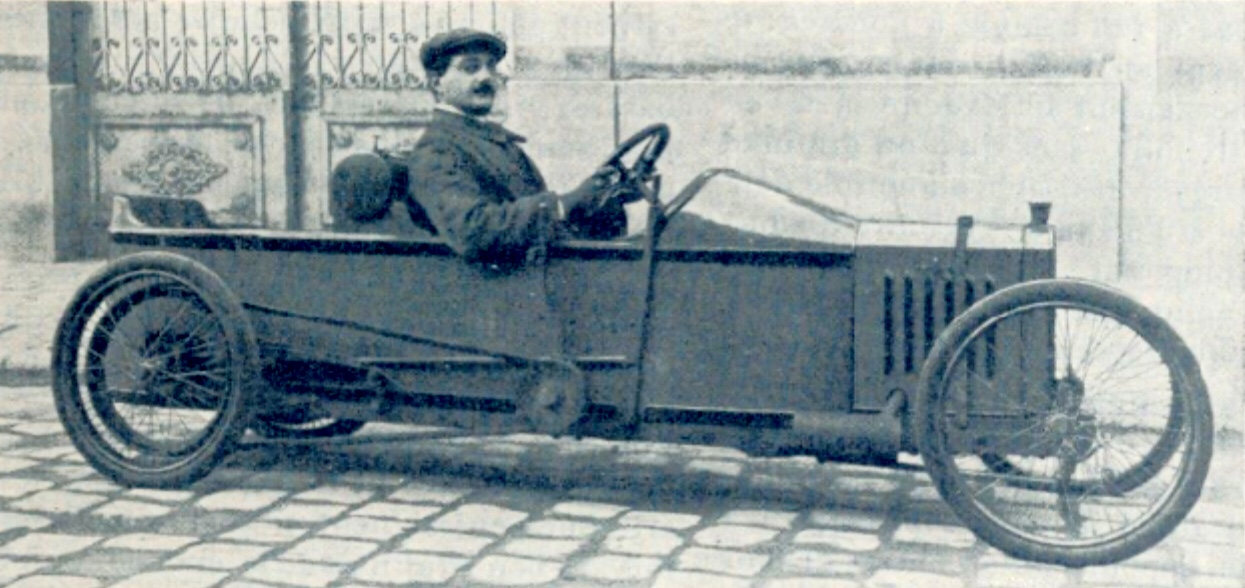
Super um 1913

Levêque Frères war ein französischer Hersteller von Automobilen.

## Unternehmensgeschichte
Das Unternehmen aus Asnières-sur-Seine begann 1912 mit der Produktion von Automobilen. Der Markenname lautete Super. 1914 endete die Produktion. Das Unternehmen ist nicht mit Godefroy et Levêque identisch.

## Fahrzeuge
Das einzige Modell war ein Cyclecar. Das Fahrzeug bot zwei Personen hintereinander Platz. Für den Antrieb sorgte ein Einzylindermotor von Anzani mit 540 cm³ Hubraum. Bei Autorennen wurde auch ein Zweizylindermotor mit 977 cm³ Hubraum eingesetzt.
Ein Fahrzeug dieser Marke ist in der Collection des voitures anciennes in Fontvieille zu besichtigen. Das Museum gibt das Baujahr mit 1911 an, der Autor George Nick Georgano mit 1913.

## Motoren
Motoren von Levêque Frères unter der Marke Sergant verwendeten:

### Automobile
Verwendung in Automobilen:
- Société des Usines du Paquis
- Colda
- Crespelle[5]
- Doriot, Flandrin et Parant
- Société des Travaux Mécaniques et Automobiles

### Flugzeuge
Sergant A wurde verwendet in:
- Breguet Colibri[6]